# Horpács
Horpács è un comune dell'Ungheria di 206 abitanti (dati 2001). È situato nella contea di Nógrád.